# زهرا لاری
زهرا لاری (زاده ۳ مارس ۱۹۹۵)  اولین اسکیت باز متولد امارات متحده عربی است که در رقابت‌های بین‌المللی شرکت می‌کند. او دو بار در سال ۲۰۱۶ و ۲۰۱۸ قهرمان ملی امارات شده‌است.

## زندگی
زهرا لاری در ۳ مارس ۱۹۹۵ در ابوظبی، امارات متحده عربی به دنیا آمد. مادرش اهل کارولینای شمالی است و قبل از ملاقات با پدر ایرانی زهرا، در دانشگاه جورجیا به اسلام گروید.او پس از تماشای فیلم کارتونی پرنس یخی به اسکیت علاقه‌مند شد و در سن ۱۳ سالگی شروع به بازی کرد. او در حال حاضر دانشجوی دانشگاه ابوظبی است، او امیدوار است که در آینده به عنوان مربی حرفه‌ای اسکیت فعالیت کند.
او به دلیل اعتقادات مذهبی با حجاب اسلامی در مسابقات شرکت می‌کند. او امیدوار است که به عنوان الهام بخش دیگر زنان جوان باشد.

## برنامه‌ها
| فصل     | برنامه کوتاه                      | اسکیت باز رایگان                                 |
| ------- | --------------------------------- | ------------------------------------------------ |
| 2017-18 | - پیررو و ماه توسط ماکسیم رودریگز | - علفزار عادی (موسیقی متن) توسط Eleni Karaindrou |
| 2016-17 | - پیررو و ماه توسط ماکسیم رودریگز | - علفزار عادی (موسیقی متن) توسط Eleni Karaindrou |